# Italia en la Copa Mundial de Rugby de 1987
La Selección de rugby de Italia fue uno de los 16 participantes de la Copa Mundial de Rugby de 1987 que se realizó en Nueva Zelanda.
Fue la primera participación de los Azzurri en la Copa Mundial de Rugby.

## Plantel
|                            | Jugador              | Edad    | Posición      | Pruebas | Equipo                      |
| -------------------------- | -------------------- | ------- | ------------- | ------- | --------------------------- |
| Hookers y Pilares          |                      |         |               |         |                             |
|                            | Giancarlo Cucchiella | 34 años | Pilar         | 21      | Rugby Città di Frascati SSD |
|                            | Antonio Galeazzo     | 28 años | Hooker        | 3       | Petrarca Rugby              |
| 3                          | Tito Lupini          | 30 años | Pilar         | 1       | Rugby Rovigo Delta          |
| 2                          | Giorgio Morelli      | 33 años | Hooker        | 25      | L'Aquila Rugby              |
|                            | Giancarlo Pivetta    | 29 años | Pilar         | 29      | Rugby San Donà              |
|                            | Stefano Romagnoli    | 32 años | Pilar         | 14      | Rugby Parma                 |
| 1                          | Guido Rossi          | 28 años | Pilar         | 29      | Benetton Rugby Treviso      |
| Segundas líneas            |                      |         |               |         |                             |
|                            | Franco Berni         | 22 años | Segunda línea | 7       | A.S. Rugby Milano           |
| 4                          | Antonio Colella      | 25 años | Segunda línea | 30      | L'Aquila Rugby              |
| 5                          | Mauro Gardin         | 26 años | Segunda línea | 19      | Petrarca Rugby              |
|                            | Mario Pavin          | 28 años | Segunda línea | 7       | Benetton Rugby Treviso      |
| Alas y Octavos             |                      |         |               |         |                             |
|                            | Giuseppe Artuso      | 30 años | Ala           | 30      | Petrarca Rugby              |
| 6                          | Raffaele Dolfato     | 24 años | Ala           | 3       | Benetton Rugby Treviso      |
| 8                          | Piergianni Farina    | 27 años | Octavo        | 1       | Petrarca Rugby              |
| 7                          | Marzio Innocenti     | 28 años | Ala           | 34      | Petrarca Rugby              |
|                            | Gianni Zanon         | 27 años | Octavo        | 31      | Benetton Rugby Treviso      |
| Medios scrums              |                      |         |               |         |                             |
|                            | Alessandro Ghini     | 26 años | Medio scrum   | 23      | Rugby Parma                 |
| 9                          | Fulvio Lorigiola     | 28 años | Medio scrum   | 31      | Petrarca Rugby              |
| Aperturas y Centros        |                      |         |               |         |                             |
|                            | Rodolfo Ambrosio     | 25 años | Apertura      | 0       | Tala Rugby Club             |
| 12                         | Stefano Barba        | 23 años | Centro        | 7       | Rugby Roma Olimpic          |
| 10                         | Oscar Collodo        | 28 años | Apertura      | 12      | Benetton Rugby Treviso      |
| 13                         | Fabio Gaetaniello    | 28 años | Centro        | 16      | Rugby Parma                 |
|                            | Sergio Zorzi         | 23 años | Centro        | 3       | Benetton Rugby Treviso      |
| Fullbacks y Wings          |                      |         |               |         |                             |
| 11                         | Marcello Cuttitta    | 20 años | Wing          | 3       | L'Aquila Rugby              |
|                            | Serafino Ghizzoni    | 32 años | Fullback      | 59      | L'Aquila Rugby              |
| 14                         | Massimo Mascioletti  | 29 años | Wing          | 46      | L'Aquila Rugby              |
| 15                         | Daniele Tebaldi      | 26 años | Fullback      | 3       | Rugby Noceto                |
| Entrenador: Marco Bollesan |                      |         |               |         |                             |

## Participación

### Grupo C
| Equipo        | Jug. | Gan. | Emp. | Perd. | A favor | En contra | Puntos |
| ------------- | ---- | ---- | ---- | ----- | ------- | --------- | ------ |
| Nueva Zelanda | 3    | 3    | 0    | 0     | 190     | 34        | 6      |
| Fiyi          | 3    | 1    | 0    | 2     | 56      | 101       | 2      |
| Argentina     | 3    | 1    | 0    | 2     | 49      | 90        | 2      |
| Italia        | 3    | 1    | 0    | 2     | 40      | 110       | 2      |
| 22 de mayo de 1987 | Nueva Zelanda                                                                                            | 70 – 6 (12-3) | Italia                     | Eden Park, Auckland,                                                |                                                                     |
|                    | Tries: Kirwan , Kirk , Green , Try penal Jones Taylor McDowell Stanley Whetton Con: Fox (8) Pen: Fox (2) |               | Pen: Collodo Drop: Collodo | Asistencia: 20.000 espectadores Árbitro(s): Bob Fordham (Australia) | Asistencia: 20.000 espectadores Árbitro(s): Bob Fordham (Australia) |

| 28 de mayo de 1987 | Argentina                                   | 25 – 16 (10-3) | Italia                                                  | Lancaster Park, Christchurch,                                           |                                                                         |
|                    | Tries: Lanza Gómez Con: Porta Pen:Porta (5) |                | Tries: Innocenti Cuttitta Con: Collodo Pen: (2) Collodo | Asistencia: 2000 espectadores Árbitro(s): Roger Quittenton (Inglaterra) | Asistencia: 2000 espectadores Árbitro(s): Roger Quittenton (Inglaterra) |

| 31 de mayo de 1987 | Fiyi                                                            | 15 – 18 (3-10) | Italia                                                            | Carisbrook, Dunedin,                                                       |                                                                            |
|                    | Try: Naivilawasa Con: Koroduadua Pen: Koroduadua (2) Drop: Qoro |                | Tries: Cuttitta Cucchiella Mascioletti Pen: Collodo Drop: Collodo | Asistencia: 13.000 espectadores Árbitro(s): Keith Lawrence (Nueva Zelanda) | Asistencia: 13.000 espectadores Árbitro(s): Keith Lawrence (Nueva Zelanda) |